# Ја нисам робот
Ја нисам робот (хол. Ik ben geen robot) је кратки научнофантастични драмски филм из 2023. на холандском језику који је написала и режирала Викторија Вомердам. У њему глуми Елен Парен као жена која урања у чудну нову стварност након што падне на серији CAPTCHA тестова.
Међународна копродукција између Белгије и Холандије, Ја нисам робот, имала је своју светску премијеру на Холандском филмском фестивалу 23. септембра 2023. и стављена је на располагање за стримовање преко Јутјуб канала The New Yorker 15. новембра 2024. Филм је освојио Оскара за најбољи краткометражни играни филм 2025, поставши први холандски кратки филм.

## Заплет
Холандска музичка продуценткиња Лара слуша обраду песме „Creep" групе Scala & Kolacny Brothers групе Radiohead када је ажурирање система приморава да поново покрене свој лаптоп. Ажурирање јој представља низ CAPTCHA тестова, које она неуспешно покушава да реши упркос уносу тачних одговора. Фрустрирана, она зове техничку подршку. Глас на другом крају сугерише да Лара не може да прође јер је робот и говори јој да она не би „прва сазнала на овај начин“. Глас прекида везу након што је одбио да јој помогне.
Лара пада на још тестова и онда је преусмерена на други тест који поставља низ произвољних питања, укључујући да ли се осећа као аутсајдер и да ли је њен партнер богат; када она потврди да су јој родитељи погинули у несрећи пре него што је била довољно стара да их се сећа, тест одговара да они највероватније никада нису постојали. Када заврши тест, на екрану излази закључак се да постоји шанса од 87% да је робот и жели јој добродошлицу у „заједницу робота“. Узнемирена, она напушта свој сто.
Лара видео позива свог дечка Данијела и саопштава му резултат теста, али он се неспретно оправдава и прекида разговор. На радном састанку о афирмативној акцији, Лара је ометена јер непрестано покушава да контактира Данијела. Касније је посећује на послу заједно са женом која се представља као Пам, која обавештава Лару да је она заиста робот и да ју је Данијел пет година раније одабрао да му буде девојка. Данијел покушава да увери Лару да још увек има емоције и аутономију, али она се осећа искоришћено и одлази на кров оближњег вишеспратног паркинга.
Данијел креће на Лару и моли је да не одбацује њихову везу. Он открива да је једина ствар која Лару разликује од човека то што је она програмирана да умре убрзо након што Данијел умре, пошто он није хтео да је „поновно оплакује“, али јој каже да она и даље има слободу да га напусти. Лара га испитује о његовој покојној девојци Оливији и размишља о томе шта би се догодило ако би покушала самоубиство. Појављује се Пам и тврди да Лара није у стању да оконча свој живот ако Данијел то не жели. Очајна, Лара скаче са крова. Убрзо након што је ударила о земљу, она почиње да крвари, али брзо долази свести. Кредити за глумце се појављују на екрану, док се песма "Creep" поново чује у позадини.

## Кастинг
- Елен Парен као Лара
- Хенри ван Лун као Данијел
- Текла Ројтен као Пам
- Жулијет ван Арден као Колега
- Асма Ел Моуден као Сар
- Софи Хопенер као Били
- Јоеп Вермолен као Клусјесман

## Пријем
Ја нисам робот освојио је награду за најбољи краткометражни филм на Међународном фестивалу фантастичног филма у Бучеону у јулу 2024. године. Освојио је Оскара за најбољи краткометражни играни филм 2025. године, поставши први холандски кратки филм који је освојио Оскара.